# ب‌ام‌و ۵۰۷
ب‌ام‌و ۵۰۷ (به انگلیسی: BMW ۵۰۷) خودرویی در کلاس رودستر است. طراحی آن از نوع خودروهای موتور جلو-محور عقب می‌باشد. طول آن در حالت طبیعی ۴٬۳۸۰ میلیمتر (۱۷۲ اینچ) و عرضش ۱٬۶۵۰ میلیمتر (۶۵ اینچ) و ارتفاع آن ۱٬۲۷۵ میلیمتر (۵۰٫۲ اینچ) طراحی شده است. موتور آن ۳۱۶۸ سی‌سی و سامانه جعبه‌دندهٔ آن ۴ دنده به صورت دستی است. این خودرو بین سال‌های ۱۹۵۲ تا ۱۹۵۶ تولید می‌گردید.

## نگارخانه

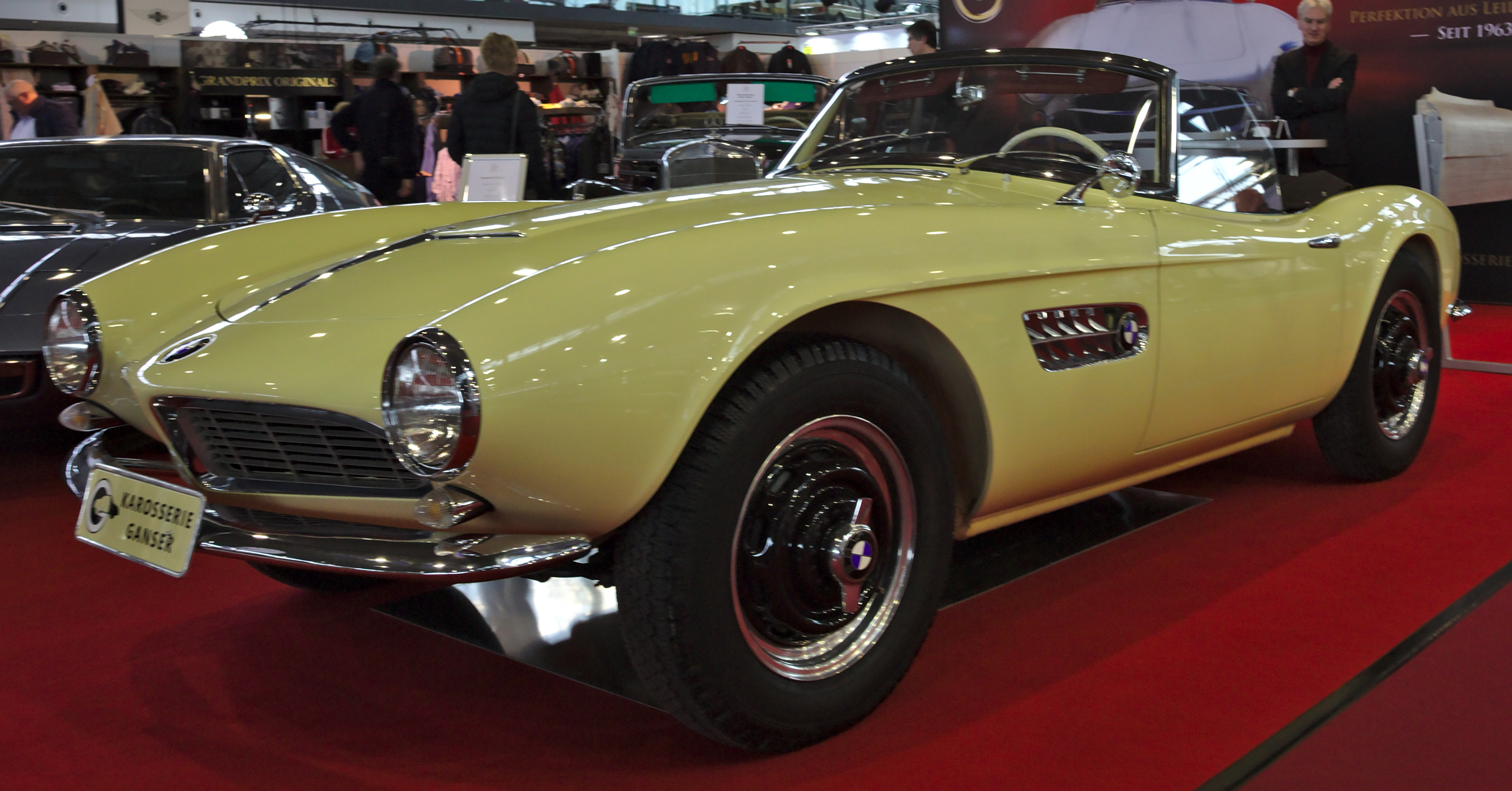
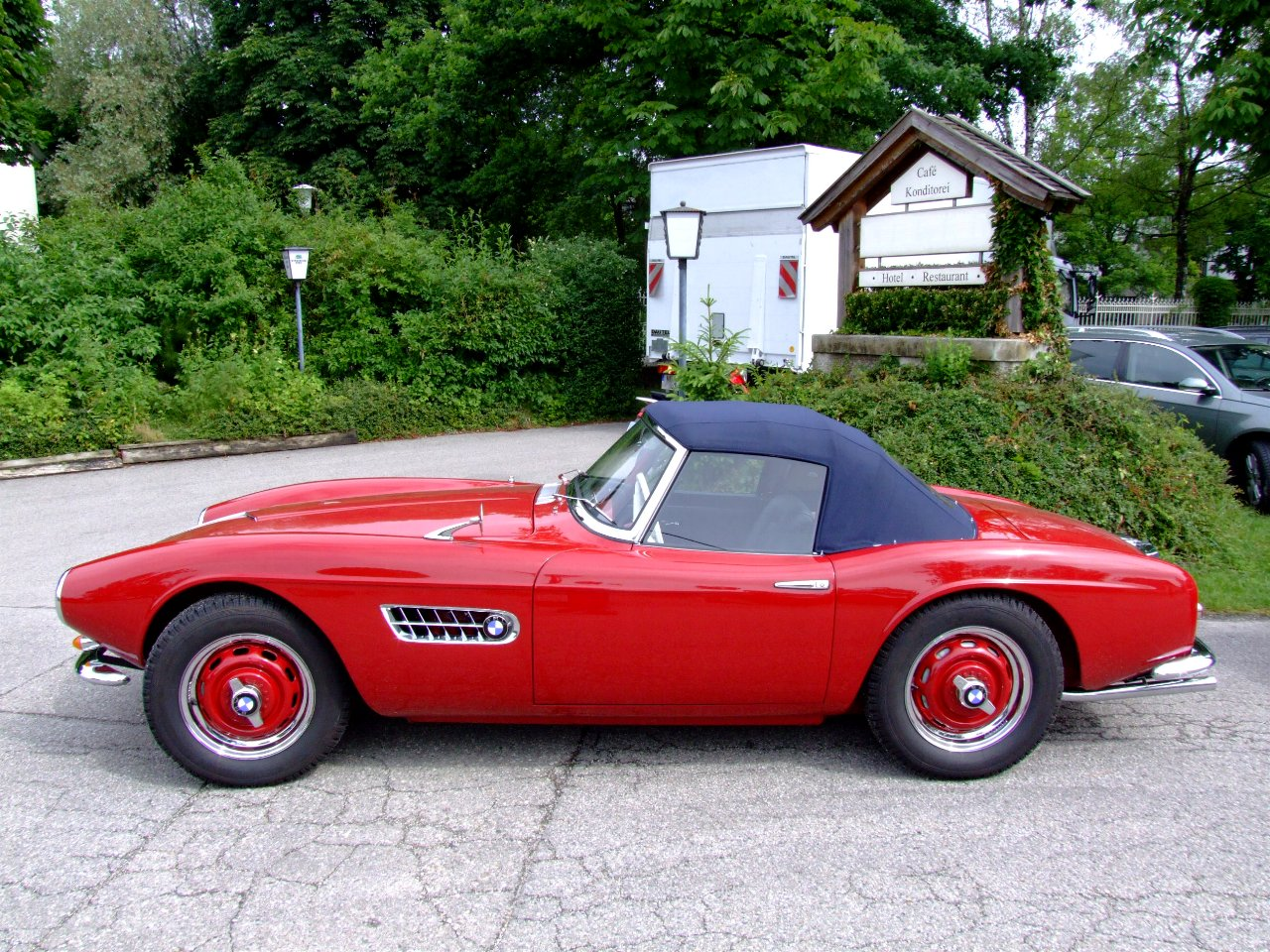
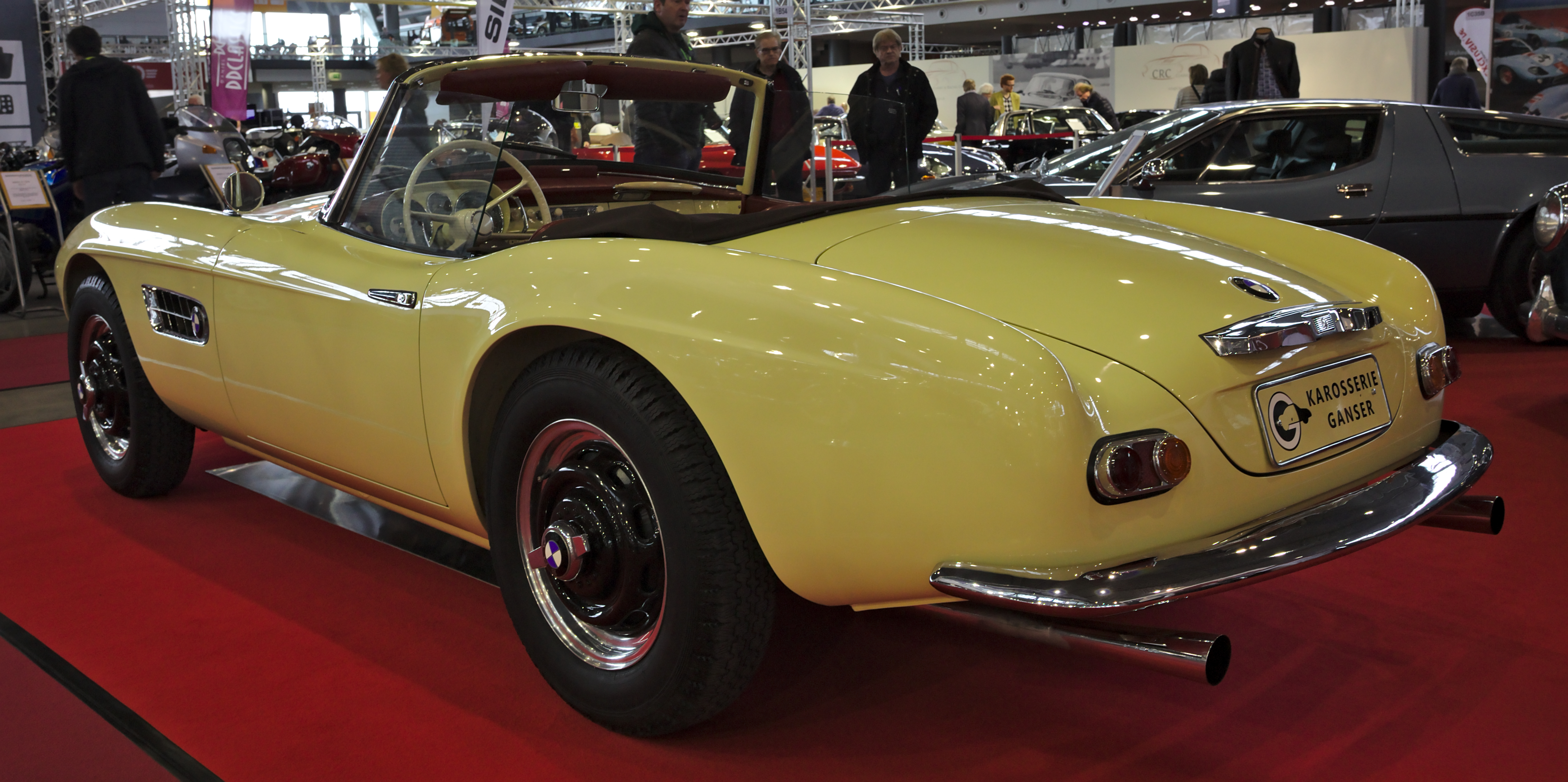
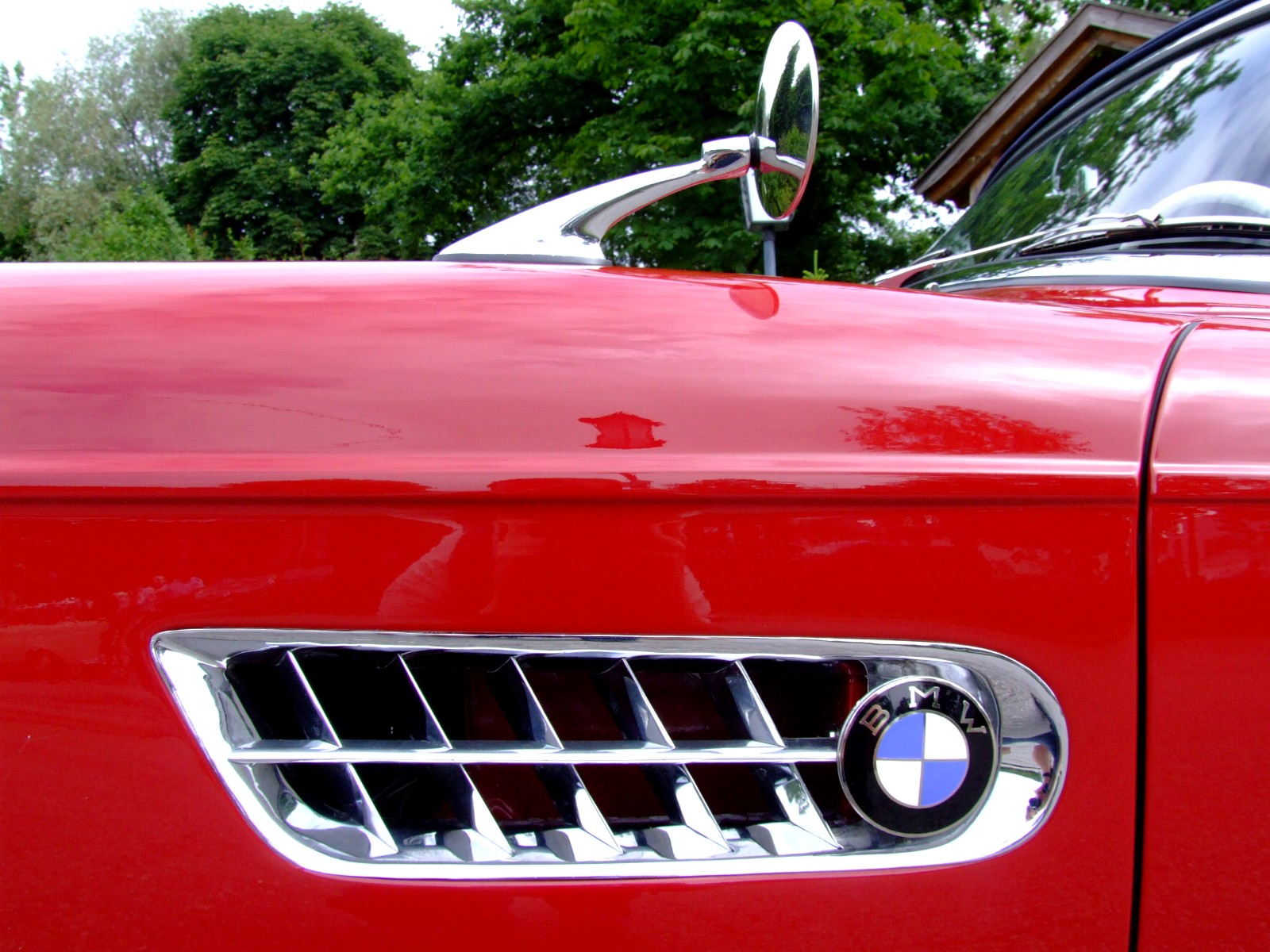